# أل سيمبسون
أل سيمبسون (بالإنجليزية: Al Simpson)‏ هو مدير فني أمريكي، ولد في 19 يوليو 1916 في مقاطعة هومبولت في الولايات المتحدة، وتوفي في 13 سبتمبر 1976 في كولتاغ غروف في الولايات المتحدة.